# Magazininsel
Die Magazininsel ist eine Insel im Fluss Havel in der Stadt Rathenow, in der unteren Havelniederung, im westlichen Havelland gelegen. Sie ist eine von mehreren Havelinseln im Stadtgebiet. Die Insel liegt direkt am Hauptarm der Rathenower Havel und wird von ihr und den beiden Wasserarmen Kleine Archen und Große Archen umflossen. Die Insel ist über zwei im Südwesten bzw. Südosten liegende, Brücken, die jeweils über ein Wehr führen, mit zwei Nachbarinseln verbunden. Unmittelbar flussabwärts befinden sich die Schwedendamminsel und die Altstadtinsel.

## Geschichte

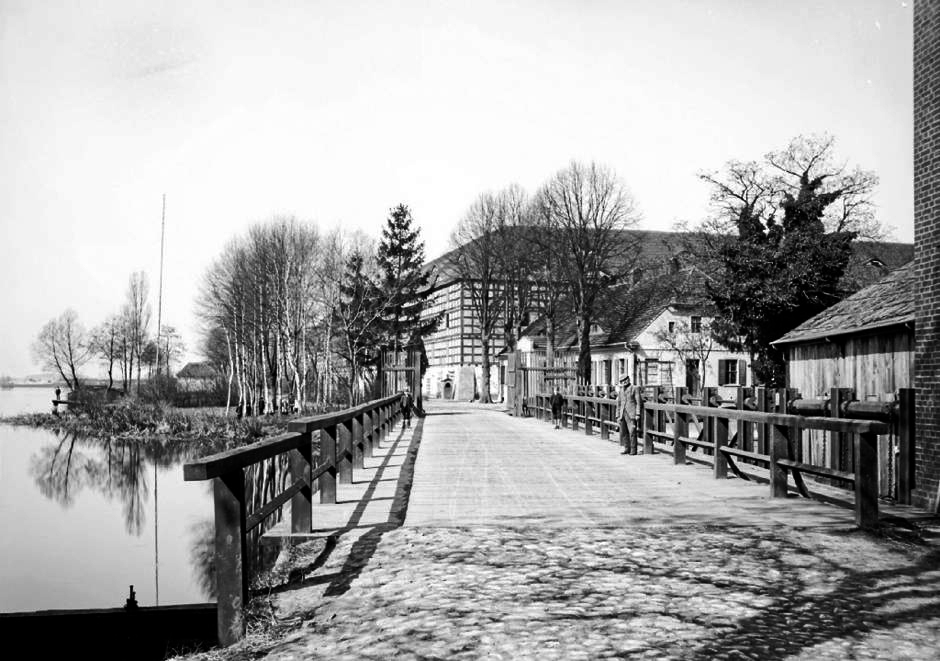
Das Magazin-Gebäude auf der Magazinsel vor dem Brand 1891; Blick über das östliche Wehr an den Kleinen Archen.

Die früher zu Steckelsdorf zugehörige, westlich von Rathenow gelegene Havelinsel, trug ursprünglich den Namen Kiezinsel. Zwischen 1786 und 1790 wurde auf der Insel ein großes Proviantmagazin für das preußische Militär angelegt. Das Magazin wurde angelegt, um die Truppen des Standortes Rathenow zu versorgen und diente als Vorratsspeicher für die in der Mark Brandenburg untergebrachten Truppen. Es handelte sich dabei um die größte entsprechende Depot-Einrichtung in Preußen. Neben einem Magazinhaus wurden auf der Insel auch einige Wohn- und Dienstgebäude angelegt. Aufgrund der Nähe zur Stadt Rathenow bürgerte sich die Bezeichnung Rathenow-Magazin oder Magazininsel ein.
1891 wurde das Magazingebäude vom Blitz getroffen und brannte fast vollständig nieder. Das Magazin verfügte ursprünglich über einen Blitzableiter, der jedoch als defekt abgebaut und nicht wieder ersetzt worden war. Die Folge war neben dem Totalverlust des Magazingebäudes der Verlust großer Mengen an Nahrungs- und Futtermitteln.
1948 gehörte die Magazin-Insel noch zu Sachsen-Anhalt. Am 5. Juli 1948 wurde die Magazinisel durch die sowjetische Stadtkommandantur Rathenow in die Verwaltungshoheit der Stadt Rathenow übertragen. Am 3. November 1948 unterstellte das brandenburgische Finanzamt die Magazininsel der Verwaltung durch das Steueramt Rathenow und übernahm sie damit endgültig in die brandenburgische Verwaltung. Das wieder aufgebaute, neue Magazin diente in der DDR als Lager- und Büroraum des volkseigenen Erfassungs- und Aufkaufbetriebes (VEAB).
Ein Kurierdienst, der sich 2008 auf der Magazininsel angesiedelt hatte, musste aufgrund gewerblicher Nutzung ohne Baugenehmigung 2014 aufgegeben werden.
Eine auf der Magazininsel eingerichtete Fun-Sporthalle musste nach dem Einsturz des Dachs während eines Unwetters 2015 aus Sicherheitsgründen geschlossen werden.